# Yardımlı
Yardımlı è una città dell'Azerbaigian, capoluogo dell'omonimo distretto.